# 默訥斯蒂雷亞卡欣鄉
46°09′N 26°41′E / 46.150°N 26.683°E
默訥斯蒂雷亞卡欣鄉（羅馬尼亞語：Comuna Mănăstirea Cașin, Bacău），是羅馬尼亞的鄉份，位於該國東北部，由巴克烏縣負責管轄，面積243平方公里，海拔高度373米，2007年人口5,561，人口密度每平方公里23人。